# Hydatostega fulvidorsum
Hydatostega fulvidorsum är en tvåvingeart som först beskrevs av Van Duzee 1925.  Hydatostega fulvidorsum ingår i släktet Hydatostega och familjen styltflugor.
Artens utbredningsområde är Alberta. Inga underarter finns listade i Catalogue of Life.